# Q Awards
I Q Awards sono premi musicali assegnati con cadenza annuale dalla rivista musicale Q. Sono tra i riconoscimenti musicali più prestigiosi in Gran Bretagna.

## Cronologia

### 2015
- Best Act in the World Today:
  - Foals
  - Blur
  - Ed Sheeran
  - Muse
  - Noel Gallagher's High Flying Birds
- Best Live Act:
  - Royal Blood
  - Catfish and the Bottlemen
  - Ed Sheeran
  - The Libertines
  - Mumford & Sons
- Best New Act:
  - James Bay
  - The Bohicas
  - Circa Waves
  - Courtney Barnett
  - Jess Glynne
  - Slaves
  - SOAK
  - Songhoy Blues
  - Wolf Alice
  - Years & Years
- Best Solo Artist:
  - Ed Sheeran
  - Kanye West
  - Noel Gallagher
  - Sam Smith
  - Taylor Swift
- Q Awards Honoree:
  - Q Hero: Mark Ronson
  - Q Classic Song: Queen — "Bohemian Rhapsody"
  - Q Classic Album: Soul II Soul — Club Classics Vol. One
  - Q Innovation in Sound: Gary Numan
  - Q Gibson Les Paul Award: Tony Iommi
  - Q Outstanding Contribution To Music: New Order
  - Q Icon: Duran Duran
- Best Track:
  - The Libertines — "Gunga Din"
  - Florence and the Machine — "What Kind of Man"
  - Foals — "What Went Down"
  - Mark Ronson — "Uptown Funk"
  - New Order — "Restless"
- Best Video:
  - Florence and the Machine — "Ship to Wreck"
  - Foals — "What Went Down"
  - Miguel — "Coffee"
  - Muse — "Psycho"
  - The Weeknd — "Can't Feel My Face"
- Best Album:
  - Noel Gallagher's High Flying Birds — Chasing Yesterday
  - Blur — The Magic Whip
  - Everything Everything — Get to Heaven
  - Florence and the Machine – How Big, How Blue, How Beautiful
  - Jamie xx – In Colour

### 2014
- Best Track: Iron Sky - Paolo Nutini
- Best New Act: Sam Smith
- Best Live Act: Kasabian
- Best Video: Sleep Sound - Jamie xx
- Best Album: The Take Off and Landing of Everything - Elbow
- Best Solo Artist: Ed Sheeran
- Best Act in the World Today: Kasabian
- Q Classic Album: The Dark Side of the Moon - Pink Floyd
- Q Classic Songwriter - Andy Partridge
- Gibson Les Paul Award - Johnny Marr
- Q Innovation in Sound - Jean-Michel Jarre
- Q Inspiration - Simple Minds
- Q Hero - The Charlatans
- Q Icon - Wilko Johnson
- Q Idol - Culture Club
- Q Outstanding Contribution to Music: Richard Russell

### 2013[1]
- Best Track: Do I Wanna Know? — Arctic Monkeys
- Best New Act: Jake Bugg
- Best Live Act: Foals
- Best Video: Show Me the Wonder — Manic Street Preachers
- Best Album: Opposites — Biffy Clyro
- Best Solo Artist: Ellie Goulding
- Best Act In The World Today: Vampire Weekend
- Q Classic Album: Bummed — Happy Mondays
- Q Classic Songwriter: Chrissie Hynde
- Q Spirit of Independence: Belle and Sebastian
- Q Poet Laureate: John Cooper Clarke
- Q Best Event: Glastonbury Festival
- Q Icon: Suede
- Q Idol: Robbie Williams
- Q Outstanding Contribution To Music: Pet Shop Boys

### 2012[2]
- Best Track: Ill Manors — Plan B
- Best New Act: Django Django
- Best Live Act: Blur
- Best Video: Disconnected — Keane
- Best Album: The Bravest Man in the Universe — Bobby Womack
- Best Solo Artist: Emeli Sandé
- Best Act In The World Today: Muse
- Q Classic Song: Walk On By — Dionne Warwick
- Q Classic Album: Generation Terrorists — Manic Street Preachers
- Q Spirit of Independence: The Cribs
- Q Innovation in Sound: Underworld
- Q Inspiration Award: Pulp
- Q Icon Award: Dexys Midnight Runners
- Q Hero: Johnny Marr
- Q Idol: Brandon Flowers

### 2011[3]
- Best Track: Rolling in the Deep — Adele
- Breakthrough Artist: Ed Sheeran
- New Artist: WU LYF
- Live Act: Biffy Clyro
- Best Video: Do It like a Dude — Jessie J
- Hall of Fame Award: Queen
- Q Classic Songwriter: Gary Barlow
- Q's Next Big Thing: Lana Del Rey
- Q Inspiration: Fat Boy Slim
- Best Male: Tinie Tempah
- Best Female: Adele
- Innovation in Sound: Kaiser Chiefs
- Best Album: Bon Iver — Bon Iver
- Classic Song: Chasing Cars — Snow Patrol
- Best Act In The World Today: Coldplay
- Q Outstanding Contribution To Music: Siouxsie Sioux
- Q Icon: Noel Gallagher
- Q's Greatest Act Of The Last 25 Years: U2

### 2010
- Best Track: You've Got The Love — Florence and the Machine
- Breakthrough Artist: Plan B
- Best Video: End Credits — Chase & Status
- Hall of Fame Award: Take That
- Q Classic Songwriter: Neil Finn
- Q's Next Big Thing: Clare Maguire
- Q Idol: Madness
- Q Hero: The Chemical Brothers
- Q Inspiration: Suede
- Best Male: Paolo Nutini
- Best Female: Florence and the Machine
- Innovation in Sound: Mark Ronson
- Best Album: High Violet — The National
- Classic Album: Band on the Run — Wings
- Q Icon: Bryan Ferry

### 2009
I vincitori sono:
- Best Act in the World Today: Muse
- Best Album: Kasabian — West Ryder Pauper Lunatic Asylum
- Best Track: Lily Allen - The Fear
- Best Video: Lady GaGa — Just Dance
- Best New Act: White Lies
- Breakthrough Artist: Mr Hudson
- Best Live Act: Arctic Monkeys
- The Q Idol: Spandau Ballet
- The Q Inspiration Award: The Specials
- Innovation in Sound: Sonic Youth
- Q Classic Album: The Unforgettable Fire - U2
- The Q Icon: Marianne Faithfull
- Classic Song: Relax — Frankie Goes to Hollywood
- Q Legend: Edwyn Collins
- Classic Songwriter: Yusuf Islam
- Outstanding Contribution to Music: Robert Plant

### 2008
- Best Act in the World Today: Coldplay
- Best Album: Coldplay - Viva la vida or Death and All His Friends
- Best Track: Keane - "Spiralling"
- Best Video: Vampire Weekend - "A-Punk"
- Best New Act: The Last Shadow Puppets
- Best Breakthrough Artist: Duffy
- Best Live Act: Kaiser Chiefs
- Classic Song Award: Meat Loaf - Bat Out of Hell
- Classic Songwriter Award: John Mellencamp
- Innovation in Sound Award: Massive Attack
- Outstanding Contribution Award: David Gilmour
- Q Legend: Glen Campbell
- Q Inspiration: Cocteau Twins
- Q Idol: Grace Jones
- Q Icon: Adam Ant

### 2007
- Best Act in the World Today: Arctic Monkeys
- Best Album: Amy Winehouse - Back to Black
- Best Track: Manic Street Preachers - "Your Love Alone Is Not Enough"
- Best Video: Kaiser Chiefs - "Ruby"
- Best New Act: The Enemy
- Best Breakthrough Artist: Kate Nash
- Best Live Act: Muse
- Classic Song Award: Stereophonics - "Local Boy in the Photograph"
- Classic Album Award: The Verve - Urban Hymns
- Classic Songwriter Award: Billy Bragg
- Innovation in Sound Award: Sigur Rós
- Lifetime Achievement Award: Johnny Marr
- Q Merit Award: Ryan Adams
- Q Hero: Anthony H Wilson
- Q Legend: Ian Brown
- Q Inspiration: Damon Albarn
- Q Idol: Kylie Minogue
- Q Icon: Sir Paul McCartney

### 2006
- Best New Act: 
  - Corinne Bailey-Rae
  - Lily Allen
  - The Kooks
  - Arctic Monkeys
  - Orson
- Best Live Act:
  - Muse
  - Oasis
  - Razorlight
  - Red Hot Chili Peppers
  - Arctic Monkeys
- Best Track: 
  - Gnarls Barkley - "Crazy"
  - Snow Patrol - "Chasing Cars"
  - Scissor Sisters - "I Don't Feel Like Dancin'"
  - The Feeling - "Never Be Lonely"
  - Arctic Monkeys - "I Bet You Look Good on the Dancefloor"
- Best Album: 
  - Arctic Monkeys - Whatever People Say I Am, That's What I'm Not
  - Muse - Black Holes & Revelations
  - Kasabian - Empire
  - Keane - Under the Iron Sea
  - Razorlight - Razorlight
  - Snow Patrol - Eyes Open
- Best Act in the World Today: 
  - Oasis
  - Muse
  - Coldplay
  - U2
  - Red Hot Chili Peppers
- Best Video: The Killers - "When You Were Young"
- Q Inspiration Award: a-ha
- Q Outstanding Contribution to Music Award: Smokey Robinson
- Q Groundbreaker Award: Primal Scream
- Q Icon Award: Jeff Lynne
- Q Idol Award: Take That
- Q Outstanding Performance Award: Faithless
- Q Classic Songwriter Award: Noel Gallagher
- Q Lifetime Achievement Award: Peter Gabriel
- Q Merit Award: Manic Street Preachers
- Q Innovation in Sound Award: The Edge
- Q Classic Song Award: Culture Club - "Karma Chameleon"
- Q Legend Award: The Who
- Q Award of Awards: U2
- People's Choice Award: Arctic Monkeys
- Q Charity of the Year: War on Want

### 2005
- Best New Act: James Blunt
- Best Live Act: U2
- Best Track: KT Tunstall - "Black Horse and the Cherry Tree"
- Best Album: Oasis - Don't Believe The Truth
- Best Act in the World Today: Coldplay
- Best Video: Gorillaz - "Feel Good Inc"
- Q Inspiration Award: Björk
- Q Outstanding Contribution to Music Award: Paul Weller
- Q Icon Award: Jimmy Page
- Q Classic Songwriter: Nick Cave
- Q Lifetime Achievement Award: Bee Gees
- Q Innovation in Sound: The Prodigy
- Q Classic Song: Ray Davies - "Waterloo Sunset"
- Q Legend: Joy Division
- People's Choice Award: Oasis
- Best Producer: Gorillaz/Danger Mouse - Demon Days
- Q Birthday Honour: Michael Eavis
- Q Special Award: John Lennon

### 2004
- Best New Act: 
  - Razorlight
  - Keane
  - Franz Ferdinand
  - Maroon 5
  - The Killers
  - The Zutons
  - Kasabian
  - Snow Patrol
- Best Live Act: 
  - Muse
  - Red Hot Chili Peppers
  - David Bowie
  - The Darkness
  - The Pixies
  - Madonna
- Best Single: 
  - Jamelia - "See It in a Boy's Eyes"
  - Franz Ferdinand - "Take Me Out"
  - Morrissey - "Irish Blood, English Heart"
  - The Streets - "Dry Your Eyes"
  - Goldie Lookin Chain - "Guns Don't Kill People Rappers Do"
  - Maroon 5 - This Love
- Best Album: 
  - Keane - Hopes and Fears
  - Dizzee Rascal - Showtime
  - The Libertines - The Libertines
  - The Streets - A Grand Don't Come for Free
  - Franz Ferdinand - Franz Ferdinand
  - Scissor Sisters - Scissor Sisters
- Best Act in the World Today: 
  - Red Hot Chili Peppers
  - Muse
  - Radiohead
  - U2
  - Coldplay
  - OutKast
- Best Video: 
  - Franz Ferdinand - "Take Me Out"
  - Scissor Sisters - "Laura"
  - OutKast - "Roses"
  - Kelis - "Milkshake"
  - The Streets - "Fit But You Know It"
- Best Producer: 
  - The Libertines - The Libertines
  - Kelis - Tasty
  - Muse - Absolution
  - Scissor Sisters - Scissor Sisters
  - Morrissey - You Are the Quarry
  - Usher - Confessions
- Q Merit Award: Shane McGowan
- Q Innovation in Sound Award: The Human League
- Q Inspiration Award: The Pet Shop Boys
- Q Classic Songwriter Award: Elton John
- Q Icon Award: U2
- Q Lifetime Achievement Award: Roxy Music

### 2003
- Best New Band: The Thrills
- Best Live Act: Robbie Williams
- Best Single: Christina Aguilera - "Dirrty"
- Best Album: Blur - Think Tank
- Best Act in the World Today: Radiohead
- Best Video: Electric Six - "Gay Bar"
- Q Inspiration Award: The Cure
- Q Icon Award: Jane's Addiction
- Q Classic Songwriter: Dexys Midnight Runners
- Q Lifetime Achievement Award: Duran Duran
- Q Innovation in Sound: Muse
- Best Producer: Nigel Godrich
- Q Special Award: Scott Walker